# Distretto di Nallıhan
Il distretto di Nallıhan (in turco Nallıhan ilçesi) è uno dei distretti della provincia di Ankara, in Turchia.